# Gustav Schwantes
Martin Heinrich Gustav Schwantes est un paléontologue et botaniste allemand, né le 18 septembre 1881 près de Hanovre et mort le 17 novembre 1960.
D'un point de vue botanique, il s'est surtout intéressé aux Mesembryanthemaceae.

## Biographie
Fils d'un professeur de littérature gréco-latine disparu prématurément, Gustav Schwantes suivit sa mère à Hambourg, où on l'inscrivit à l'école des maîtres. Il n'avait que 16 ans lorsqu'au cours des vacances de 1897, il participa avec son oncle à des fouilles sur un site de l'âge du Fer récemment découvert dans les environs d'Uelzen, à Jastorf. Il renouvellera cette activité archéologique en 1904 sur le champ d'urnes de Nienbüttel. C'est ainsi qu'à 18 ans, il noua une correspondance suivie avec la directrice du musée des Antiquités germaniques de Kiel, Johanna Mestorf. Deux ans plus tard, cette dernière lui offrit, en reconnaissance de ses diplômes d'instituteur, un poste de conservateur au musée, que pourtant il refusa. Grâce à ses contacts avec le célèbre archéologue Carl Schuchhardt, Schwantes publia dans la Prähistorische Zeitschrift son premier article consacré à la civilisation des champs d'urnes, comme civilisation pré-romaine de l'Âge du fer et à sa chronologie. Il fut instituteur à  Hambourg de 1903 à 1923, tout en poursuivant des études d'anthropologie et de sciences naturelles à l'université.
Détaché auprès de la faculté de sciences de l'université de Hambourg, il a soutenu en 1923 sa thèse, consacrée à la civilisation néolithique de Lyngby, et a ensuit écrit plusieurs ouvrages de vulgarisation sur la préhistoire des peuples d'Allemagne du Nord. Titularisé en 1924, il est promu en 1926 conservateur du Musée d'anthropologie et de préhistoire de Hambourg. Il soutient sa thèse d'habilitation en 1928 et obtient le poste de privat-docent de préhistoire à l'histoire. L'année suivante, il prend la direction du Musée des Antiquités Nationales de Hambourg et en 1931, est promu professeur surnuméraire de l'université.
En tant que botaniste, il s'est consacré notamment à la flore du Veld sud-africain. Contributeur à la Flore de Parey (1958), il a préparé les planches relatives aux Caryophyllales (particulièrement les Aizoaceae), dont il avait réuni une collection très complète au Jardin d'acclimatation de Kiel depuis les années 1920 avec son comparse Hermann Jacobsen. Sa mère, Dorothea Schwantes (1849–?), partageait sa passion pour les fleurs : Schwantes a laissé son prénom à une famille d’Aizoaceae (Dorotheanthus).
Après l'arrivée au pouvoir des nazis, il est recruté par la Commission de préhistoire germanique de la Ligue pour la Culture germanique (Kampfbund für deutsche Kultur) et adhère à la Ligue des Instituteurs nazis. Avec la fin des restrictions sur les adhésions au parti, il put enfin devenir membre du parti nazi en 1937, et la même année fut reçu professeur titulaire de l'université, avec une chaire de préhistoire et d'histoire antique créée spécialement. Il est nommé professeur émérite en 1945.
Gustav Schwantes est considéré comme le fondateur de l'Ecole archéologique de Kiel, caractérisée par une approche interdisciplinaire (botanique, palynologie, anatomie etc.) de la reconstitution des habitats anciens.